# Xerla vera
La xerla vera (Parapristipoma humile) és una espècie de peix pertanyent a la família dels hemúlids.

## Descripció
- Pot arribar a fer 37 cm de llargària màxima.[7][8]

## Hàbitat
És un peix marí, demersal i de clima subtropical (37°N-18°S) que viu fins als 100 m de fondària.

## Distribució geogràfica
Es troba a l'Atlàntic oriental: des de Gibraltar fins a Angola, incloent-hi les illes Canàries.

## Observacions
És inofensiu per als humans.